# Werner Ellenberger
Werner Ellenberger (* 1897; † April 1952) war ein Schweizer Manager.

## Leben und Wirken
Am 1. September 1930 trat Werner Ellenberger, nach der Liquidation der Schokoladefabrik Alpursa in Biessenhofen, als Nachfolger von Werner Sulzer, dem damaligen Fabrikinspektor des Kantons Zürich, als Direktor der Produktions AG Meilen und damit in die Dienste der damaligen Migros AG ein.
Am 1. September 1931 schuf er die Schokolade-Fabrik Jonathal AG in Wald, die 1941 nach Meilen verlegt wurde. 1946 übernahm er die Koordinierung und Oberaufsicht über sämtliche Fabrikationsbetriebe der Migros.
Im April 1952 starb er an einem Herzinfarkt. Er war verheiratet und Vater zweier Töchter.